# Vočko Szyslak
Morris „Vočko“ Szyslak je fiktivní postava z amerického animovaného seriálu Simpsonovi. V původním anglickém znění ho dabuje Hank Azaria a v českém znění mu hlas propůjčil Jan Vondráček (v první řadě to byl Jan Kotva, ve 3. řadě Libor Terš). Ve Springfieldu provozuje bar s názvem U Vočka. Vočko je také levák, a stal se proto zákazníkem obchodu Levárium Neda Flanderse. Mrzutý, osamělý a nešťastný Vočko je neustále na dně a mnohokrát se již pokusil o sebevraždu. Bart Simpson si z Vočka dělá legraci, že svůj bar provozuje nelegálně a že má nejasný etnický původ.

## Role vSimpsonových

### Bar U Vočka
Vočko je majitelem a provozovatelem baru U Vočka, kterou navštěvuje Homer Simpson a další postavy včetně Lennyho Leonarda, Carla Carlsona, Sama a Larryho a jeho bývalého nejvěrnějšího zákazníka Barneyho Gumbla. Bar je známý svou depresivní atmosférou a nečistotou. Stálí návštěvníci hospody byli Vočkem opuštěni v několika epizodách, ve kterých změnil její cílovou skupinu. První z nich byl díl U ohnivého Vočka ve třetí sérii. Vočko je v některých epizodách spatřen, jak se v hospodě věnuje nelegálním činnostem jako například pašování pandy a kosatky v dílech Mys hrůzy a Akta S.

### Osobnost
Vočko je vykreslen s obecně nepříjemnou povahou: má krátkou, prudkou, penzistickou povahu, hrubý a nediplomatický způsob vyjadřování a náladu, která rychle kolísá mezi hněvem, lhostejností a sebevražedným zoufalstvím (poslední z těchto vlastností se v pozdějších epizodách seriálu projevila výrazněji). Má každoroční vánoční tradici pokusů o sebevraždu, ale jeho pokusy jsou vždy komické a končí neúspěšně (například přistání na horkovzdušném balónu po skoku z letadla) a na sebevražednou linku už volal tolikrát, že mu zablokovali číslo.
Je snadno podrážditelný a často ohrožuje návštěvníky svého baru brokovnicí, kterou má za pultem. Je také důvěřivý a nekonečné množství Bartových úspěšných žertovných telefonátů do jeho baru jej obzvlášť rozčiluje.
Občas se však také ukáže, že má sentimentální a starostlivou stránku osobnosti, například předčítá nemocným dětem a bezdomovcům, ačkoliv je ohledně takového chování tajnůstkářský. V interakcích s různými přítelkyněmi se u něj také projevuje skutečná obětavost a laskavost (a také neobvyklé zlepšení jeho nálady), ačkoliv se nevyhnutelně objevují negativní prvky jeho osobnosti, které vše kazí. Také s oběma Homerovými dcerami Lízou a Maggie navázal upřímné přátelství, které přetrvalo i v následujících dílech. V díle Díkybohu je den zkázy žádá o spásu, protože „udělal věci, na které není hrdý. A věci, na které je hrdý, jsou nechutné.“

### Vztahy
Vočko má kvůli své vulgárnosti vůči ženám a ošklivému vzhledu téměř neexistující milostný život. Přesto má za sebou řadu milostných zkušeností, včetně spánku se servírkou Collette, randění se ženou jménem Renee, a krátkého užívání si společnosti mnoha žen poté, co podstoupil plastickou operaci. Rovněž požádal o ruku trpaslici Mayu, ale nedokázal se přizpůsobit výškovému rozdílu, až jeho plán nechat si zkrátit kosti na nohou vedl k tomu, že ho Maya opustila. Dlouho byl zamilován do Marge Simpsonové, které obvykle říká „Midge“, a občas se ji snažil získat od Homera, přestože se v dalších epizodách snažil, aby ti dva zůstali spolu. Měl také vztah s Ednou Krabappelovou a také s Marginou sestrou Selmou Bouvierovou. Vočkova romantická přitažlivost měla za následek střety se zákonem; pronásledoval Maude Flandersovou a další obyvatele města. V jedné z epizod je spatřen na cestě na „kliniku pro choromyslné“. Navzdory svému znepokojivému přístupu se Vočko projevil jako starostlivý a oddaný milenec. Když chodil s Renee (a předtím s Ednou), z celého srdce je rozmazloval vším, co chtěly, a přísahal, že se vzdá svého baru a navždy je odveze ze Springfieldu, i kdyby to mělo znamenat, že přijde o vlastní peníze a bude dělat nezákonné činy, aby vydělal víc peněz. Když si myslel, že konečně získal Margino srdce, slíbil jí, že bude „tím nejlepším mužem, jakého kdy měla“.
V díle Plastický Vočko jej přátelé hodnotí jako chrliče s květákovýma ušima, ještěřími rty, malýma krysíma očima, jeskynním obočím a rybím čumákem, na kterého není příjemné se dívat, poslouchat ho a být s ním.

### Rodina
Vočkův etnický původ je v seriálu gagem, který se neustále mění. Mnoho protichůdných příběhů o Vočkově původu je uvedeno v knize The Book of Moe (2008), kde je Vočko vyobrazen v několika různých cizích národních krojích a komentuje je. Od počátku seriálu byl Vočko zobrazován jako evropský přistěhovalec do Spojených států. V díle Mnoho Apua pro nic (1996) je Vočko zobrazen, jak skládá zkoušku z občanství Spojených států; již dříve bylo v díle Bartovo vnitřní dítě (1993) zobrazeno Vočkovo vlastní vnitřní dítě, které ho kárá za to, že opustil svůj rodný italský přízvuk. Později, v díle Nepřátelé státu (2004), o sobě prozradí, že je Holanďan; v díle Ve jménu dědy (2009) tvrdí, že jeho dědeček byl Ir, a v díle Líza a Lady Gaga (2012) o sobě Vočko říká, že je „napůl příšera, napůl Armén“. Vočko také naznačuje, že je Armén, v epizodě Suď mě něžně (2010), když tvrdí, že jeho oblíbeným pořadem je Armenian Idol. Co se týče náznaků, že se narodil v Americe, v díle Homer kacířem (1992) Vočko tvrdí: „Narodil jsem se jako krotitel hadů a jako krotitel hadů i zemřu.“. Zatímco v epizodě Den spratka (2001) tvrdí, že se narodil v Indianě, Azaria prohlásil, že Vočko pochází z newyorské čtvrti Queens, a představuje ho s queensovským přízvukem.
Napříč seriálem byly vyobrazeny četné protichůdné verze Vočkova dětství. V díle Radioaktivní muž (1995) je zobrazen jako jeden z původních Malých uličníků, ale byl vyhozen poté, co zabil „původní Alfalfu“. Obvinění však proti němu nebylo vzneseno, protože „původní Alfalfa“ byl ve skutečnosti sirotek, který patřil filmovému studiu. Jako Homerův trenér boxu ve filmu Zuřící býk Homer (1996) ukazuje fotografie z celé své vlastní boxerské kariéry a tvrdí, že jeho ošklivý vzhled je důsledkem soutěžení v tomto sportu. Vočkova vysokoškolská léta jsou také zobrazena, a to v epizodě Homer barmanem (2001), který ukazuje Vočka, když navštěvoval „školu pro barmany“ na univerzitě ve Swigmoru, než si otevřel vlastní bar. V díle Vyrůstáme ve Springfieldu (2007) jsou ukázány záběry z dokumentu nazvaného Growing Up Springfield, kde osmiletý Vočko tvrdí, že jeho otec byl cirkusákem. Dospívající Vočko se znovu objevuje v díle Kamarádky na život a na smrt (2004), kde pracuje ve školní jídelně, která je uvedena jako jeho první zaměstnání od pobytu ve vězení. Epizoda Zdánlivě nekonečný příběh (2006) zobrazuje scény odehrávající se několik let před současností seriálu, v nichž je ukázáno, že Vočko a učitelka Edna Krabappelová měli krátký milostný poměr. V epizodě Oni, roboti (2012) je v retrospektivní scéně zobrazeno malé dítě, na které šlápne slon, a jeho tvář se poté změní na Vočkovu. V dílu Království za matraci (2018) je představen Vočkův otec Morty a jeho sourozenci Marty a Minnie, kteří jsou retrospektivně zobrazeni jako děti.
Stejně jako s Vočkovým etnickým původem je i s plným jménem zacházeno nedůsledně jako s gagem. V epizodě U ohnivého Vočka (1991) mu jeho milenka říká Morris. V díle Springfieldská spojka (1995) Homer oslovuje Vočka arabským „Moammar“. V epizodě Kráska přes internet (2009) naznačuje, že si změnil jméno na Vočko, až když koupil Vočkovu hospodu.

## Postava

### Vytvoření
Tvůrce seriálu Simpsonovi Matt Groening vytvořil Vočka na Louisi „Redovi“ Deutschovi, který se proslavil, když mu opakovaně volali dva obyvatelé Jersey City. Tyto žertovné telefonáty byly inspirací pro opakované žertovné telefonáty Barta Simpsona Vočkovi a Deutschovy často vulgární odpovědi inspirovaly Vočkovu prudkou povahu. Komik Rich Hall, známý scenáristy Simpsonových George Meyera, uvedl, že podle něj další inspiraci čerpal od sebe a že mu to Groening potvrdil. Vočkovo příjmení Szyslak bylo odhaleno v první části dvojdílu Kdo zastřelil pana Burnse? Scenáristé Bill Oakley a Josh Weinstein našli toto jméno v telefonním seznamu a dali ho Vočkovi, aby měl iniciály M. S., a tudíž byl podezřelý ze zastřelení Burnse. Vočka navrhl animátor Dan Haskett a jeho vzhled obličeje byl vymodelován podle gorily.

### Hlas
Vočko byl prvním hlasem, který Hank Azaria v seriálu namluvil. V době konkurzu hrál Azaria divadelní hru, ve které ztvárňoval drogového dealera, a svůj hlas založil na herci Al Pacinovi z filmu Psí odpoledne. Při konkurzu použil stejný hlas a Matt Groening a Sam Simon mu řekli, aby Vočka udělal více chraplavého, aby byl podobný Deutschově hlasu. Groening a Simon řekli, že je takový hlas dokonalý, a vzali Azariu do nahrávacího studia televize Fox. Výsledkem je Vočkův výrazný newyorský přízvuk. Ještě předtím, než Azaria viděl scénář, nadaboval jako Vočko několik řádků dialogů pro epizodu Hezkej večer. Vočka původně namluvil herec Christopher Collins. Hank Azaria vysvětlil, že tuto skutečnost zjistil až po několika letech, a bylo mu vysvětleno, že Collinsův herecký projev byl dobrý, ale ostatním zaměstnancům a hercům se s ním pracovalo nepříjemně. Collins nahrál jako Vočko několik replik, které se nikdy nevysílaly.

## Přijetí
V letech 2001 a 2003 získal Hank Azaria cenu Primetime Emmy za vynikající hlasový výkon za namluvení Vočka a různých dalších postav.